# Lotzwil
Lotzwil es una comuna suiza del cantón de Berna, situada en el distrito administrativo de Alta Argovia. Limita al norte con la comuna de Langenthal, al este con Obersteckholz y Busswil bei Melchnau, al sur con Madiswil, y al oeste con Rütschelen y Bleienbach.
Hasta el 31 de diciembre de 2009 situada en el distrito de Aarwangen.

## Ciudades hermanadas
- Větřní.